# Medalha "Pela Coragem" (Bielorrússia)
A Medalha "Pela Coragem" (em bielorrusso: Medalʹ «Za advagu») é uma condecoração estatal da República de Belarus. Foi instituída pela Lei da República da Bielorrússia de 13 de abril de 1995 nº 3726-XII "Sobre as condecorações estatais da República da Bielorrússia".

## Estatuto
A Medalha "Pela Coragem" é concedida a militares, integrantes do quadro de comando e do efetivo das forças policiais, dos órgãos de investigação financeira do Comitê de Controle Estatal da República da Bielorrússia, dos órgãos e unidades de situações de emergência, e a outros cidadãos da República da Bielorrússia, por coragem pessoal e bravura demonstradas:
- em situação de combate na defesa da Pátria e de seus interesses estatais;
- no cumprimento do dever militar, de serviço ou cívico, na defesa dos direitos constitucionais dos cidadãos;
- no salvamento de pessoas em enchentes, durante desastres naturais, incêndios, acidentes, catástrofes e outras situações de emergência associadas a risco de vida.

A medalha é usada no lado esquerdo do peito e, na presença de ordens honoríficas, é posicionada após a Ordem "Por Fortalecer a Paz e a Amizade".

## Descrição
A Medalha "Pela Coragem" é feita de prata e tem formato circular com 37 mm de diâmetro, com uma borda em relevo ao longo da extremidade.
No anverso da medalha, na parte superior, há a imagem em relevo de três aviões voando; no centro, há a inscrição em baixo-relevo, em duas linhas, em língua bielorrussa,"PELA CORAGEM" («За адвагу»; Za advagu), cujas letras são preenchidas com esmalte vermelho; abaixo da inscrição, há a imagem em relevo de um tanque T-35.
O reverso da medalha é liso, com o número de série da condecoração e a marca do fabricante localizado no centro.
Por meio de uma argola e uma alça, a medalha é presa a uma base metálica pentagonal coberta por uma fita de moiré azul-claro com duas listras longitudinais azul-escuras nas bordas.

## História

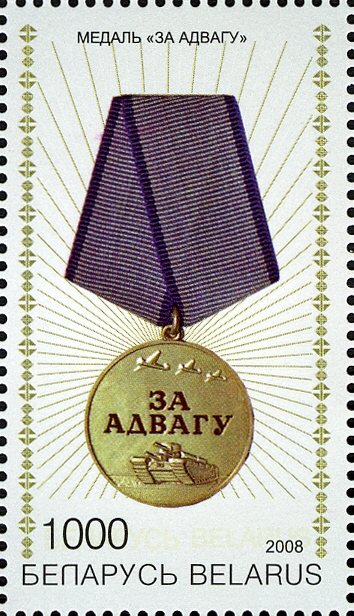
Medalha em seelo postal da Bielorrússia de 2008

A condecoração foi incorporada ao sistema de honrarias estatais da República da Bielorrússia a partir do sistema de premiações soviético, mantendo o status de medalha de maior prestígio, usada pelos condecorados logo após as ordens da República da Bielorrússia.

### Os primeiros a receber
O primeiro Decreto do Presidente da República da Bielorrússia sobre a concessão da Medalha "Pela Coragem" foi assinado em 22 de outubro de 1996: por coragem demonstrada na neutralização de criminosos especialmente perigosos, foram premiados os agentes do serviço de patrulha da polícia do departamento de assuntos internos de Orsha no transporte — o sargento-sênior da polícia G. A. Karmazinov, o sargento da polícia S. A. Ladisev, o sargento da polícia S. R. Pashkevich e o tenente sênior da polícia A. S. Perekhodchenko.
O primeiro decreto de concessão post mortem foi assinado em 19 de dezembro de 1996: por coragem demonstrada na captura de um criminoso perigoso, foi condecorado postumamente com a Medalha "Pela Coragem" o policial-cinólogo falecido do departamento distrital da associação "Okhrana" da cidade de Gomel, A. I. Burlak.